# Wim Lasoen
Wim Lasoen (Brugge, 3 juli 1972) is een Belgisch componist, muziekpedagoog, dirigent, marimbaspeler en muziekuitgever.

## Levensloop
Lasoen groeide op in Maldegem en volgde lessen in solfège, piano, cello, trompet, maar vooral slagwerk aan de stedelijke muziekacademie in Eeklo. Hij studeerde aan het Koninklijk Conservatorium Brussel (1990-1993) bij Etienne De Lombaert (solfège) en Gert François, Bart Quartier en Robert Van Sice (slagwerk). Vanaf 1994 studeerde hij aan het Koninklijk Conservatorium Antwerpen bij Leo Ouderits, Ludwig Albert en bij Carlo Willems (marimba en jazzimprovisatie) en Luc Van Hove (compositie). Hij studeerde ook aan het Hogeschool Gent Conservatorium bij  Dirk Brossé (compositie). In 1997 behaalde hij zijn Master of Music.
In 1999 werd Lasoen leraar slagwerk en kamermuziek aan de kunsthumaniora in Gent. Sinds juli 2007 is hij artistiek directeur van het MUDA Atheneum voor Podiumkunsten in Evergem.
Als slagwerker verleende hij zijn medewerking in ChampdAction, het Filharmonisch Orkest van Vlaanderen, het Vlaams Radio Orkest, het Orkest van de Vlaamse Opera, het Symfonieorkest Vlaanderen en Nuove Musiche.
Lasoen is als dirigent sinds 2003 verbonden aan de Koninklijke Fanfare "Iever en Eendracht" Sleidinge. Hij is eveneens oprichter en beheerder van de uitgeverij en muziekorganisatie NewZenMusic.org.

## Composities

### Werken voor orkest
- 1997 Adagio, voor strijkorkest
- 2003 Chains, voor kamerorkest

### Werken voor harmonie- of fanfareorkest of brassband
- 1994 Iceberg, voor fanfareorkest
- 1995 5e Symfonie, voor fanfareorkest
- 1999 Fantasia, voor altsaxofoon en fanfareorkest
- 1999 Moods III, voor fanfareorkest
- 1999 Village 95, voor fanfareorkest; ook in een versie voor brassband
- 2003 Moods II, voor fanfareorkest
- 2003 Sacred Music, voor fanfareorkest
- 2008 Chains, voor fanfareorkest
- 2008 Encima, voor fanfareorkest
- 2010 Daydream voor fanfareorkest
- 2011 Evening Hymn and Sunset, voor fanfareorkest
- 2013 Amazing Grace, voor harmonieorkest en doedelzak

### Werken voor bigband
- 2006 Short Message
- Rainy Afternoon

### Kamermuziek
- 1996 Ostaya, voor spreker, eufonium en slagwerkensemble
- 2000 Le Maître, voor koperkwintet
- 2005 Fireworks, voor piano en drumstel
- 2005 Sagueña, voor saxofoonkwartet
- 2006/2012 Goblins, voor piano, pauken en bongo's
- 2006 Shi-Hat, voor drumstel en piano
- 2007 Lost in your Eyes, voor viool en piano
- 2007 Mexican Shuffle, voor viool, accordeon en piano
- 2012 The Morning Rout, voor piccolo, klarinet in A, viool, cello, contrabas en piano

### Werken voor slagwerk(ensemble) en drumband
- 1993 American Parade Series nr. 1, voor drumband
- 1993 American Parade Series nr. 2, voor drumband
- 1993 English March Series nr. 1, voor drumband
- 1995 4e Symfonie "Ramayana Trimurti", voor slagwerkensemble
- 1995 Apostrophe, voor slagwerk solo
- 1995 Cool, voor drumband
- 1997 Toccata, voor vibrafoon solo
- 1998 Why is it that I only see myself in a mirror, voor slagwerkensemble
- 2000 El Classico, voor drumband
- 2003 Con Latham, voor drumstel solo
- 2004 Fruit Punch, voor drumstel solo
- 2004 Marimba Pictures, voor marimba solo
- 2005 Espresso, voor 3 pauken solo
- 2005 Ringorai, voor pauken solo
- 2006 Fleur de Pinêt, voor drumstel solo
- 2006 She’s a Lion, voor slagwerkensemble
- 2007 Experience out of Nowhere, voor slagwerkensemble
- 2007 Winfield 3.50, voor drumstel solo

### Elektroakoestische muziek
- Eerste Symfonie "Songs of Nature"

### Pedagogische werken
- 2004/2012 Gecontroleerde dubbelslagen en paradiddles
- Methode voor marimba
- Ritmische Vorming